# Bobby Browne
Robert James "Bobby" Browne , född 9 februari 1912 i Derry, Irland, död 1994, var en irländsk professionell fotbollsspelare. Han började spela professionell fotboll i Derry City men flyttade snart till Leeds United där han tillbringade större delen av sin fotbollskarriär åren 1935-1947. Han spelade totalt 114 matcher utan att göra mål, varav 110 var ligamatcher i Leeds.
Han spelade dessutom sex landskamper för Irland mellan 1935 och 1938.
Han hade en kort karriär som spelande tränare med Thorne Colliery i Yorkshire Football League 1949 och därefter tränare i Halifax Town i augusti 1954, där han också under en kort period var tillfällig manager.